# Alainen Vuoskujärvi
Alainen Vuoskujärvi, Keskinen Vuoskujärvi och Ylinen Vuoskujärvi, eller Vuoskujärvet är sjöar i Finland. De ligger i kommunen Pello i landskapet Lappland, i den norra delen av landet, 700 km norr om huvudstaden Helsingfors. Alainen Vuoskujärvi ligger 127,3 meter över havet. Arean är 10,6 hektar och strandlinjen är 2,29 kilometer lång. Sjön  ingår i Torne älvs huvudavrinningsområde. 